# منتخب كتالونيا لكرة القدم للسيدات
منتخب كتالونيا لكرة القدم للسيدات هو ممثل كتالونيا الرسمي في المنافسات الدولية في كرة القدم للسيدات
، يديريه اتحاد كاتالونيا لكرة القدم.

## وصلات خارجية
- الموقع الرسمي